# Estadio Agustín Coruco Díaz
El Estadio Agustín Coruco Díaz es un estadio en la ciudad de Zacatepec en el estado de Morelos en México, casa del Atlante FC de la Liga de Expansión, tiene capacidad para 24,443 espectadores sentados lo que lo coloca como el estadio más grande de Morelos. Ha sido un estadio muy utilizado para la práctica del fútbol profesional desde la década de los 50, especialmente por el Zacatepec FC, equipo representativo del Estado de Morelos por sus logros obtenidos a lo largo de su historia en Primera División Nacional, Segunda División, Primera División "A" (posteriormente Liga de Ascenso) y Tercera División. En 2020 fue la sede del Club Deportivo Lobos Zacatepec que jugó en la Liga de Balompié Mexicano.Desde el 2025 es la sede del Atlante Fútbol Club de la Liga de Expansión MX.

## Historia
Fue llamado así en honor al extremo Agustín Díaz, campeón con los Cañeros de la década de los 50s. El jugador padeció de leucemia, perdiendo la lucha contra ella justo cuando llegaba a su plenitud futbolística.
Pero su gran desempeño dentro de la cancha le bastó para ser ídolo de la afición y dejar impreso su nombre en el estadio. El añejo coliseo actualmente derribado, fue considerado uno de los más antiguos y con gran historia en México.
Aunque su actual nombre lo recibió en noviembre de 1964, año que el estadio fue re-inaugurado oficialmente por el entonces Presidente de México, Lic. Gustavo Díaz Ordaz, se tienen datos de que fue fundado alrededor de 1948 para dar un paso importante dentro de la región, pues la visión de aquel tiempo en el Ingenio era precisamente el encauzar a la población trabajadora hacia el disfrute y la práctica del deporte.
El estadio en total ha sido anfitrión de 4 finales en Primera División "A" y/o Segunda División . Una de las características de este estadio es que siempre representó una garantía para el equipo, ya que el equipo que venía a Zacatepec nunca salía vivo, esto gracias a la temperatura promedio de 35 °C.

## Proyectos
En marzo de 2013, el estadio entró en fase de remodelación por parte del Gobierno del Estado de Morelos, con la cual prácticamente se edificó un estadio nuevo; al concluir las 2 etapas de construcción; es un estadio moderno con capacidad para Cuenta con palcos, plateas, alumbrado, vestidores y baños, sala de prensa, zona comercial (restaurantes, café y tiendas de artículos deportivos) estacionamiento y una área de esparcimiento con fuentes danzantes; así mismo el jardín municipal anexo (parque Miguel Hidalgo) fue rehabilitado de tal manera que sea un jardín del estadio y de la ciudad. Todo esto para cumplir con el Reglamento de competencia de la Liga de Ascenso de México, para el torneo Apertura 2014.
La reinauguración oficial del Estadio Agustín Coruco Díaz se llevó a cabo el día 27 de agosto de 2014 a cargo del despacho de arquitectura Balcázar Arquitectos en un partido oficial por la Copa MX en contra del Club Deportivo Guadalajara, con un resultado de 2-0 a favor del equipo visitante.
Características del renovado estadio:
- 28 mil aficionados.
- 380 m² de área de vestidores.
- 85 m² de área de enfermería y control antidopaje.
- Centro comercial.
- Cancha de tres tipos de césped endémico sobre capas de arena vegetal, arenilla, Geotextil, hidrocreto, grava, balastro y membrana de polietileno.
- Será autosustentable, aprovechando el agua de lluvia para el mantenimiento de las instalaciones.
- Accesos y lugares especiales para personas discapacitadas.

Cabe mencionar que para la remodelación y ampliación del nuevo Estadio "Agustín Coruco Díaz", se tuvieron que demoler varios inmuebles y espacios de vital importancia que servían para el fomento a la cultura y al deporte tales como: el "beis" (campo de béisbol abierto al público), gran parte del zócalo municipal, dos canchas de usos múltiples, un jardín de niños "Narciso Mendoza" y la biblioteca municipal; afectando a la población que solía utilizar estos espacios para su recreación y esparcimiento. Hasta la fecha, de estos espacios e inmuebles mencionados solo se ha reedificado el jardín de niños.